# B-gnet
B-gnet, pseudonyme de Florian Bovagnet, né le 9 mai 1981 à Lyon, est un dessinateur et scénariste de bande dessinée français.

## Biographie
Issu d'une formation à l'École Émile-Cohl de Lyon, B-gnet participe à divers magazines, dont Fluide glacial, BoDoï, Psikopat, Spirou, etc. Son premier ouvrage publié est Rayures (2007).
En 2012, Taches, « fantaisie burlesque », « s’inscrit dans une tradition de BD d’humour sans garde-fou ».
En 2014, B-gnet livre Lutin Spirix, où se rencontrent Lucky Luke, Tintin, Spirou et Astérix dans un « pastiche carrément déjanté » dont l'humour est salué sur Actua BD.
En 2016 paraît l'album Santiago, dans lequel le dessin « malgré quelques petites maladresses, est très expressif et élégant » d'après Actua BD qui signale la qualité des couleurs et des dialogues ; néanmoins, « l’humour est parfois inégal ».
En 2011, il supervise avec Olivier Jouvray la réalisation de La plus grande bande dessinée du monde dans le cadre du Lyon BD Festival.

## Œuvres
- The World is yaourt, Les Requins Marteaux, 2006
- Rayures, 6 Pieds Sous Terre, 2007
- Wafwaf & Captain Miaou, Milan
  1. Poil au vent, 2008
  2. Héros dans l'herbe, 2009
- Old skull, 6 Pieds Sous Terre, 2010
- Les Œufs Fermiers (Minis-récits Spirou), Dupuis, 2011
- Saint-Étienne Lyon, La Boîte à bulles, 2011
- Taches, 6 Pieds Sous Terre, 2012
- Lutin Spirix, Warum, 2014
- Pères indignes, La Boîte à bulles, 2014
- Bonsoir, AAARG!, 2015
- Jojo Moniteur de ski, Lapin Éditions, 2016 (avec PMGL)
- Santiago, Vraoum, 2016
- Antique Park, lapin_éditions et Lyon BD, 2017
- Santiagolf (Du Morbihan), Vraoum, 2018[6]
- Glouton—La terreur des glaces, BD-Kids, 2019
- Glouton—La boule des neiges, BD-Kids, 2020
- Inanna Djoun au pays des Français, Fluide Glacial, 2020
- Glouton—Le mal de la mer, BD-Kids, 2021
- Glouton—La plaie de la forêt, BD-Kids, 2021
- Glouton—La ruée vers l’homme, BD-Kids, 2022
- Glouton—Le poêle de la bête, BD-Kids, 2023
- Glouton—Rencontre au saumon, BD-Kids, 2024

### Collectifs
- Projet Bermuda
- La plus grande bande dessinée du monde, coordination avec Olivier Jouvray, Lyon BD Festival, 2011
- Webtrip (épisode 02 : La Vraie Cuisine des Lyonnais), Lyon BD Festival, 2015
- Les Rues de Lyon, L'Épicerie séquentielle, 2015